# Vidunderhunden Bara
Vidunderhunden Bara är en norsk-brittisk dramafilm från 1961 i regi av Harry Watt.

## Handling
Hunden Bara tränas från att den är en liten valp till att bli en nyttig brukshund. Den ägs av en norsk bonde som tillsammans med sin hustru bosätter sig isolerat i fjällen. Hunden används som brevhund, men också för att leta efter förolyckade i fjällen.

## Rollista
- Finn Faye-Lund – bonden, Karis man
- Åsta Tveit – Kari, bondens hustru

## Om filmen
Vidunderhunden Bara producerades av Johnny Bjørnulf, Finn Faye-Lund och Graham Tharp för bolaget Countrymen Film. Den regisserades av Harry Watt som även skrev manus. Fotografer var Bjørnulf och Wolfgang Suschitzky och klippare Stephen Cross. Musiken komponerades av Alan Rawsthorne.
Filmen hade premiär den 2 oktober 1961 i Norge. Dess engelska titel är Messenger of the Mountains.